# Kanamicin
Kanamicin sulfat je aminoglikozidni antibiotik, dostupan u oralnoj i intravenoznoj formi. On se koristi za lečenje velikog broja infekcija. Kanamicin je izolovan iz Streptomyces kanamyceticus.

## Farmakologija
Kanamicin interaguje sa 30S podjedinicom prokariotskih ribozoma. On uzrokuje brojne mistranslacije i indirektno inhibira translokaciju tokom sinteze proteina.

## Nuspojave
Ozbiljni nepoželjni efekti obuhvataju tinitus ili gubitak sluha, toksičnost za bubrege, i alergijske reakcije na lek.

## Upotreba u istraživanju
Kanamicin se koristi u molekularnoj biologiji kao selektivni agens, najčešće za izolaciju bakterija (npr., E. coli) koje su stekle gene (npr. putem plazmida) zajedno sa genom za otpornost na kanamicin (prvenstveno Neomicin fosfotransferaza ). Bakterije koje su bile transformisane sa plazmidom koji sadrži gen za otpornost na kanamicin se nanose na kanamicin (50-100 ug/ml) agar, ili se uzgajaju u mediju koji sadrži kanamicin (50-100 ug/ml). Samo bakterije koje su uspešno stekle otpornost na kanamicin mogu da rastu pod tim uslovima. Kao prah kanamicin je bele boje i rastvoran je u vodi (50 mg/ml).

## Spoljašnje veze
|  | Molimo Vas, obratite pažnju na važno upozorenje u vezi sa temama iz oblasti medicine (zdravlja). |